# المدرسة اليابانية في جدة
المدرسة اليابانية في جدة (باليابانية: ジェッダ日本人学校) (بالإنجليزية: Jeddah Japanese School) وتنطق جيدَا نيهونجن غاكو، هي مدرسة يابانية دولية لتعليم اللغة اليابانية، ويدرس فيها الطلبة اليابانيون في مدينة جدة غرب السعودية.

## مصدر
1. ↑  "Information." Jeddah Japanese School. Retrieved on 2 January 2014. "JEDDAH JAPANESE INTERNATIONAL SCHOOL Al-Rawdah 5 Abdullah Al-Khraiji St.(1012) P.O.Box 1235 Jeddah 21431 Kingdom of Saudi Arabia" نسخة محفوظة 15 فبراير 2017 على موقع واي باك مشين.

## وصلة خارجية
- Jeddah Japanese School (باليابانية)